# Regiões do centro histórico de Roma
Rione (em italiano:  rione; pl. rioni) é uma divisão administrativa tradicional da cidade de Roma. O termo é utilizado na cidade desde o século XIV. A palavra vem do latim "regio" (pl. "regiones") que na Idade Média se tornou "rejones" e daí "rione". Atualmente, todos os riones de Roma estão localizados no Municipio I da cidade.

## Roma Antiga

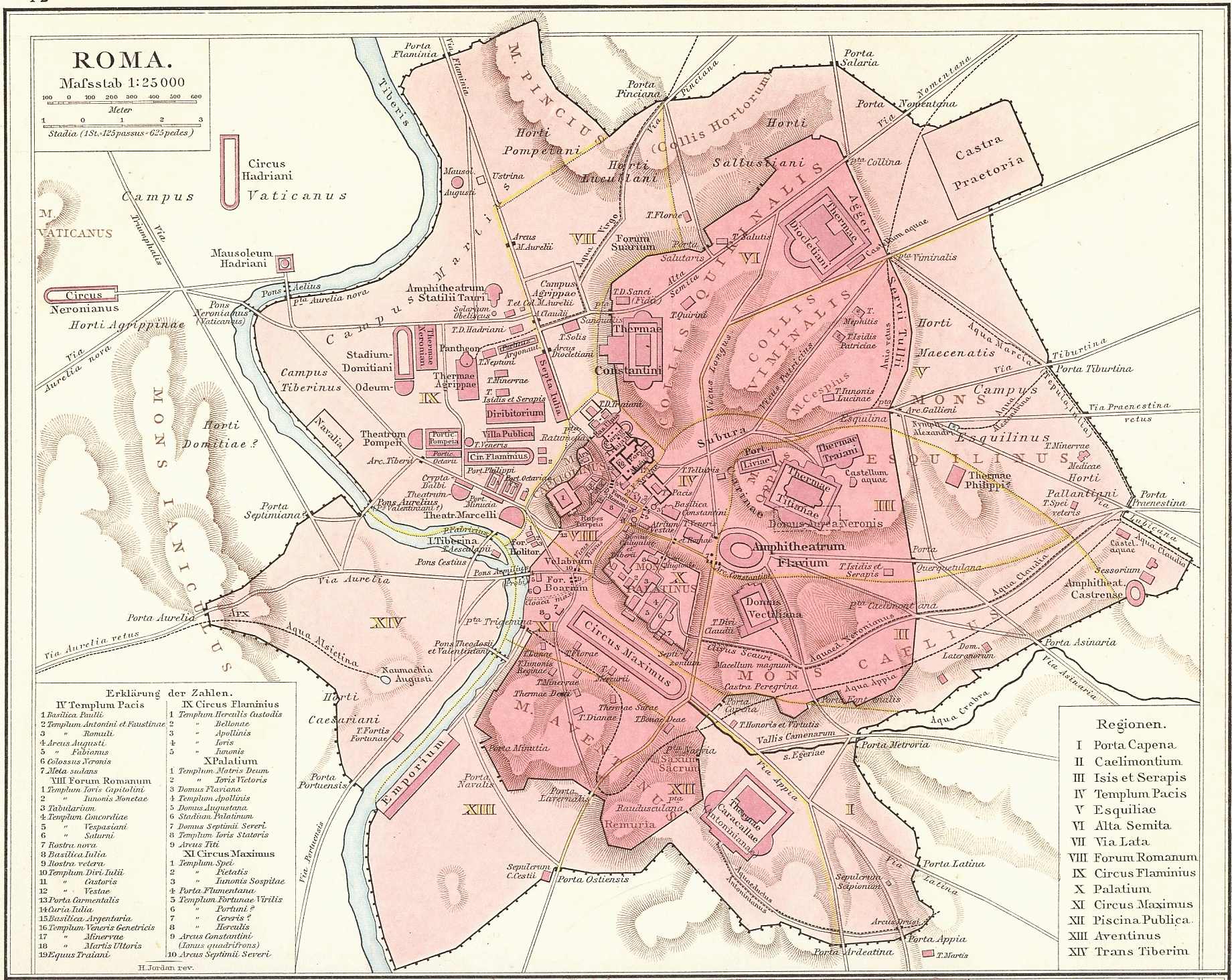
14 regiões da Roma de Augusto.

De acordo com a tradição, Sérvio Túlio, o sexto rei de Roma, primeiro dividiu a cidade em quatro regiões (regiones em latim). Na reorganização que se seguiu ao colapso da República Romana, o primeiro imperador de Roma, Augusto, criou as tradicionais 14 regiões de Roma, um arranjo que permaneceu durante toda a era imperial, como atestado pelos Catálogos Regionais (Curiosum et Notitia Urbis Romae), do século IV, que numera e data cada uma delas. Todas exceto a Transtiberim (moderno Trastevere) ficavam na margem esquerda do Tibre. Eram elas:
I - Porta Capena – Porta Capena

II - Celimôncio – Caelimontium

III - Ísis e Serápis – Isis et Serapis

IV - Templo da Paz – Templum Pacis

V - Esquílias – Esquiliae

VI - Alta Semita – Alta Semita

VII - Via Lata – Via Lata

VIII - Fórum Romano – Forum Romanum

IX - Circo Flamínio – Circus Flaminius

X - Palatino – Palatium

XI - Circo Máximo – Circus Maximus

XI - Piscina Pública – Piscina Publica

XIII - Aventino – Aventinus

XIV - Transtiberim – Transtiberim

## Idade Média
Depois da queda do Império Romano do Ocidente e o declínio subsequente da cidade de Roma, a população caiu e e a divisão nas regiões se perdeu. No século XII, uma divisão em 12 partes começou a ser utilizada extra-oficialmente, baseada no costume da população. Mesmo se as áreas fossem diferentes das antigas, os nomes eram os mesmos das regiões da Roma Antiga. Nesta época, "regio" em latim transformou-se em "rione" na linguagem popular.
Os limites dos riones tornaram-se mais definitivos e foram oficializados no século XIII com o acréscimo de mais um, totalizando 13, o número que permaneceu até o século XVI. Porém, as fronteiras era incertas. O administrador de cada rione era conhecido como "caporione" ("chefe do rione").

## Idade Moderna e Contemporânea
Durante o Renascimento ocorreu uma profunda reorganização e expansão da cidade, o que resultou numa delimitação clara das fronteiras de cada rione. Em 1586, o papa Sixto V acrescentou mais um aos 13 riones existentes, o Borgo, que até então vinha sendo administrado separadamente da cidade de Roma. A situação, graças ao lento crescimento populacional da cidade, não se alterou até o século XIX.
Em 1744, o papa Bento XIV, por causa de frequentes problemas de comunicação, decidiu replanejar a divisão administrativa de Roma, deixando a administração da cidade a cargo do conde Bernardini. As placas de mármore nas fronteiras de cada rione, muitas ainda existentes, foram instaladas no mesmo ano nas fachadas das casas que ficavam nos limites.
Em 1798. durante a República Romana, houve uma racionalização da divisão administrativa da cidade, criando doze riones (com os nomes modernos entre parênteses):
1. Termas (parte de Monti);
2. Suburra (parte de Monti);
3. Quirinal (Trevi);
4. Píncio (Colonna);
5. Marte (Campo de Marte);
6. Bruto (Ponte);
7. Pompeu (Regola e Parione);
8. Flamínio (Sant'Eustachio);
9. Panteão (Pigna e Sant'Angelo);
10. Capitólio (Campitelli e Ripa);
11. Janículo (Trastevere);
12. Vaticano (Borgo);

Logo depois, durante a ocupação napoleônica de Roma, Roma foi dividida em oito partes, chamadas de "Giustizie":
1. Monti;
2. Trevi;
3. Colonna e Campo de Marte;
4. Ponte e Borgo;
5. Parione e Regola;
6. Sant'Eustachio e Pigna;
7. Campitelli, Sant'Angelo e Ripa;
8. Trastevere.

Na mesma época, os franceses afixaram em cada rua uma placa com seu nome e a área a qual ela pertencia.

## Hoje

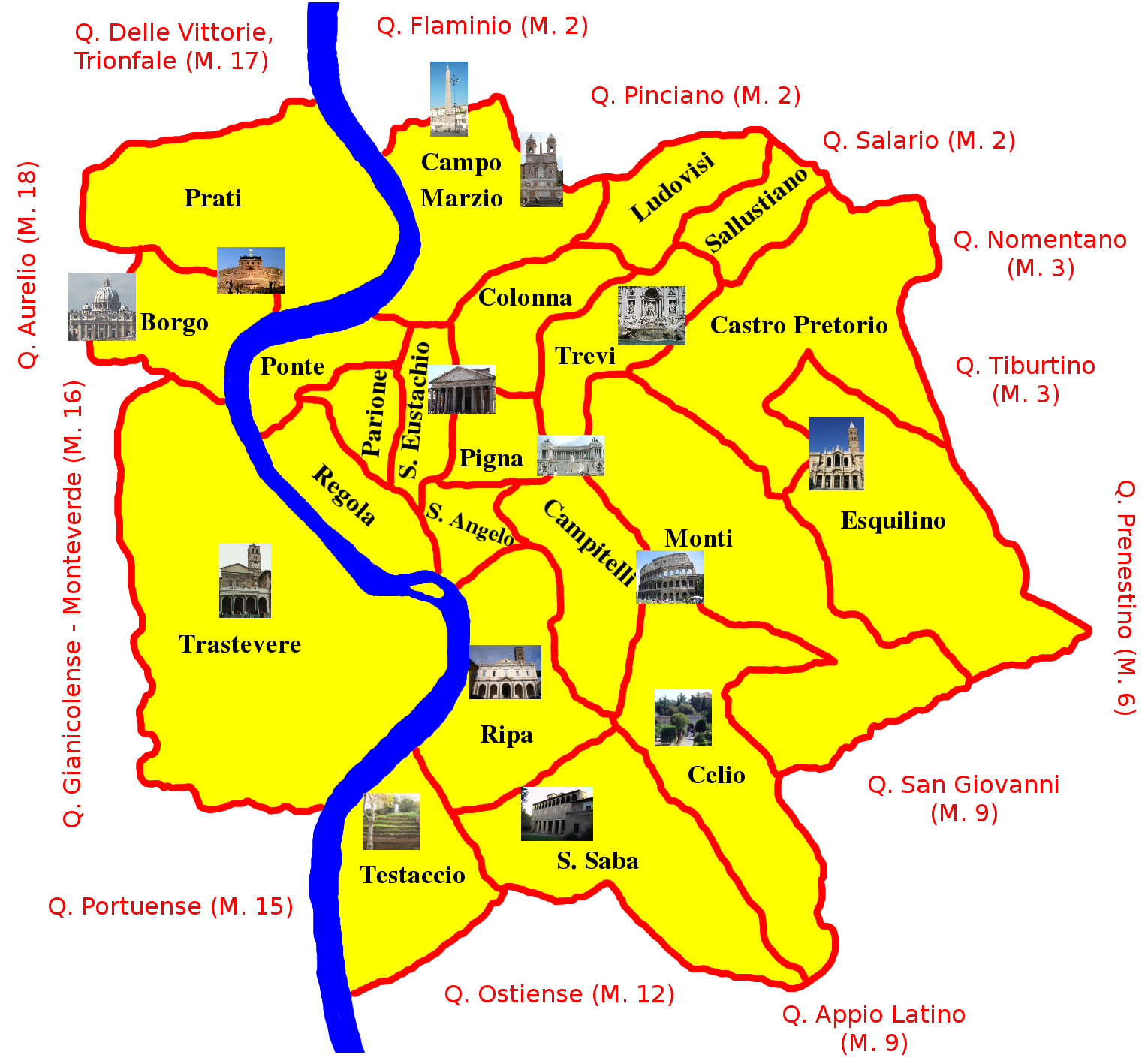
Os riones do Centro Histórico de Roma (Município I).

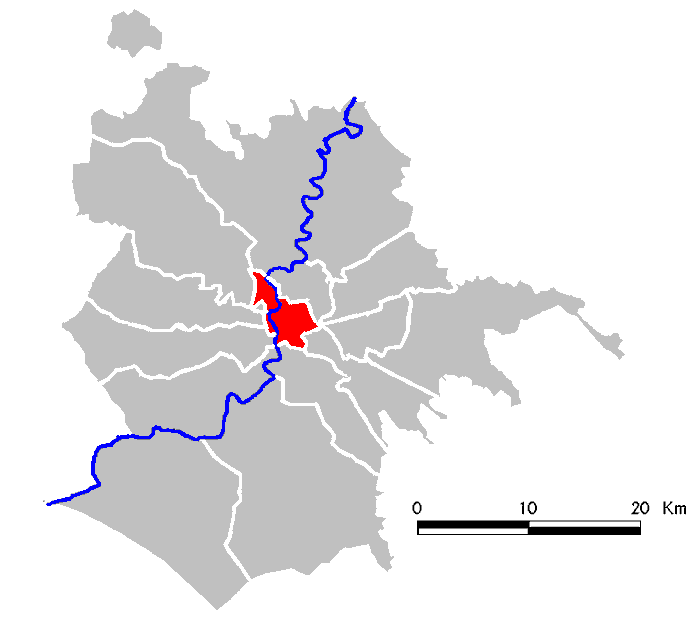
Centro Histórico de Roma (Município I) em relação aos demais municípios de Roma.

Depois da queda de Napoleão, não houve mudanças significativas na organização da cidade até a transformação de Roma na capital da nova Itália unificada. As necessidades de uma nova capital provocaram uma grande urbanização e um crescimento populacional, tanto no interior da Muralha Aureliana quanto fora dela. Em 1874, existiam 15 riones, com o acréscimo do Esquilino, criado com parte do rione Monti. No começo do século XX, alguns dos riones maiores foram também divididos e as primeiras áreas fora da Muralha Aureliana passaram a ser consideradas parte da cidade.
Em 1921, o número de riones subiu para 22. Prati foi o último a ser criado e é o único fora da muralha de Urbano VIII.
A última reforma, válida ainda hoje, foi feita em 1972: Roma foi dividida em 20 circunscrições (circoscrizioni), rebatizadas depois de municípios (municipi), um dos quais seria depois formalizado como a cidade de Fiumicino, e 20 riones que, juntos, passaram a formar o Centro Histórico, englobados todos no Município I. Até 2013, os dois remanescentes, Borgo e Prati, pertenciam ao Município XVII, mas foram incorporados ao Município I na mesma época.
A lista completa dos riones modernos, na ordem que foram numerados, é a seguinte:
1 - Monti, que engloba os montes Quirinal e Viminal

2 - Trevi, também parte do monte Quirinal

3 - Colonna, que engloba o monte Píncio

4 - Campo Marzio, parte do antigo Campo de Marte

5 - Ponte, parte do antigo Campo de Marte

6 - Parione, parte do antigo Campo de Marte

7 - Regola, parte do antigo Campo de Marte

8 - Sant'Eustachio, parte do antigo Campo de Marte

9 - Pigna, parte do antigo Campo de Marte

10 - Campitelli, que engloba os montes Capitolino e Palatino

11 - Sant'Angelo, parte do antigo Campo de Marte

12 - Ripa, que engloba o monte Aventino

13 - Trastevere, do outro lado do Tibre, abrangendo com a chamada "oitava colina de Roma", o Janículo

14 - Borgo, também do outro lado do Tibre, vizinho do Vaticano, que não é parte da Itália

15 - Esquilino, que engloba o monte Esquilino

16 - Ludovisi

17 - Sallustiano

18 - Castro Pretorio

19 - Celio, que engloba o monte Célio

20 - Testaccio

21 - San Saba

22 - Prati

## Brasões dos riones modernos de Roma

I Monti
II Trevi
III Colonna
IV Campo de Marte
V Ponte
VI Parione
VII Regola
VIII Sant'Eustachio
IX Pigna
X Campitelli
XI Sant'Angelo
XII Ripa
XIII Trastevere
XIV Borgo
XV Esquilino
XVI Ludovisi
XVII Sallustiano
XVIII Castro Pretorio
XIX Celio
XX Testaccio
XXI San Saba
XXII Prati